# Jórgosz Kosztíkosz
Jórgosz Kosztíkosz (görögül: Γιώργος Κωστίκος; Taskent, 1958. április 28. –) görög válogatott labdarúgó.

## Pályafutása

### Klubcsapatban
Pályafutását a Perikósz csapatában kezdte. 1977 és 1986 között a PAÓK játékosa volt. Összesen 233 mérkőzésen lépett pályára és 78 gólt szerzett. 1978-ban görög kupát, 1985-ben görög bajnoki címet szerzett a PAÓK színeiben. Az 1986–87-es idényt az Olimbiakósznál töltötte, melynek tagjaként 1987-ben ismét görög bajnoki címet szerzett.

### A válogatottban
1977 és 1984 között 35 alkalommal szerepelt a görög válogatottban és 3 gólt szerzett. Részt vett az 1980-as Európa-bajnokságon.

## Sikerei
PAÓK
- Görög bajnok (1): 1984–85
- Görög kupa (1): 1977–78

Olimbiakósz
- Görög bajnok (1): 1986–87

## Külső hivatkozások
- Jórgosz Kosztíkosz adatlapja a National-Football-Teams.com oldalon (angolul)

- Jórgosz Kosztíkosz. eu-football.info